# Труса (община)
Община Труса (на шведски: Trosa kommun) е разположена в лен Сьодерманланд, източна централна Швеция с обща площ 219 km2 и население 11 680 души (към 31 декември 2013). Административен център на община Труса е едноименния град Труса.